# Letto (ö i Finland, Satakunta)
Letto är en ö i Finland.   Den ligger i den ekonomiska regionen  Björneborgs ekonomiska region  och landskapet Satakunta, i den sydvästra delen av landet, 240 km nordväst om huvudstaden Helsingfors.